# Arlos
Arlos är en kommun i departementet Haute-Garonne i regionen Occitanien i södra Frankrike. Kommunen ligger i kantonen Saint-Béat som tillhör arrondissementet Saint-Gaudens. År 2022 hade Arlos 104 invånare.

## Befolkningsutveckling
Antalet invånare i kommunen Arlos
Referens:INSEE